# Yang Yu
Yang Yu (n. 6 februarie 1985, Hangzhou, Republica Populară Chineză) este o înotătoare chineză, medaliată olimpică. A participat la 3 ediții ale Jocurilor Olimpice (2000, 2004, 2008) în care a câștigat două medalii de argint.